# 투파마로스
국민해방운동 투파마로스(스페인어: Movimiento de Liberación Nacional-Tupamaros, MLN-T)는 1961년에 설립된 우루과이의 마르크스-레닌주의 도시 게릴라 조직이다. 투파마로스는 우루과이 공산당의 반스탈린주의, 수정주의 노선을 비판하며 탈당한 전직 간부들과 노동자, 농민, 청년들이 결성했으며, 1967년경 투파마로스는 3,000명의 전투원을 가지고 있었다.